# モロッコモール
モロッコモール (フランス語: Morocco Mall, アラビア語: مول المغرب) は、モロッコの最大都市カサブランカにあるショッピングモール。2023年現在、アフリカ最大のショッピングモールである。

## 概要
カサブランカ北西部に立地するショッピングモール。2011年12月5日に開業。店舗面積は70,000平方メートル。地上3階地下2階建て。駐車場は屋外と地下1階と2階の2つある。
また、ショッピングモール内には世界で2番目に大きい円筒形水槽がある。

## 主な店舗、施設

### 施設

#### アクアドリーム
モロッコモールの1階の中心にある円筒形の水槽である。直径13.4m、高さ9.3m（100万リットル）の水槽には約3,750種のサンゴと37種の魚が生息している。水槽の中心部には最大12人が乗車できるエレベーターが設置されており、内部から水槽を観察することが可能である。

#### 音楽噴水
モロッコモールの屋外の沿岸側には長さ210m、幅42.5mの総面積6,000平方メートルのモロッコ最大の音楽噴水が設置されている。20分に一回、音楽の演出に合わせて水が放出される。

#### UNIVERS 6D
モロッコモールの東側の屋外には4DXの映画館もある。

#### アドベンチャーワールド
モロッコモールの2階の西には5,000平方メートルにおよぶゲームセンターと子供向けの遊園地。100を超えるアトラクションとゲームがあり、最大1500人を収容できる。

### 店舗
モロッコモールには複数の世界的有名店が出店している。また1階にはモロッコの大手スーパーのマルジャーンが出店している。
店舗の一覧は公式サイトを参照。
- ロクシタン
- ザラ
- グッチ
- トミーヒルフィガー
- ルイ・ヴィトン
- ラコステ
- アディダス
- ギャップ
- プーマ

### 飲食店
- マクドナルド
- ドミノ・ピザ
- KFC
- スターバックス